# Verordnung (EG) Nr. 1346/2000 über Insolvenzverfahren
Die Verordnung (EG) Nr. 1346/2000 über Insolvenzverfahren oder Europäische Insolvenzverordnung (EuInsVO 2000) behandelte Fragen des Insolvenzrechts mit europäischen Bezügen. Die EuInsVO 2000 wurde inzwischen von der Verordnung (EU) 2015/848 des Europäischen Parlaments und des Rates vom 20. Mai 2015 über Insolvenzverfahren (EuInsVO 2015) abgelöst.
Von der EuInsVO erfasst sind also solche Schuldner, die grenzüberschreitend bzw. in einem anderen Mitgliedstaat als in jenem ihrer Gründung (bei Unternehmen) rechtsgeschäftlich tätig sind. Vordergründig sind hierbei die Fragen der Zuständigkeit der Insolvenzgerichte, die Frage des anwendbaren Rechts sowie die Anerkennung von Entscheidungen ausländischer Insolvenzgerichte.